# Садиба Юковського
Садиба Юковського — пам'ятка архітектури, резиденція повітового провідника дворянства Леоніда Юковського в селі Михайлопіль Березівського району Одеської області.

## Історія
Село Михайлопіль Тираспольського повіту Херсонської губернії було засновано на початку XIX століття кріпаками-втікачами з Правобережної України. Спочатку тут було кілька сіл: Мале Жеребкове, Жеребкове (мешканці цього села називали його Михайлополем, в той час, як населення інших сіл іменувало Мале Жеребкове та Жеребкове просто «Жеребкове») і Андріївка, яка була у власності Юковських.У середині XIX століття село Жеребкове належало роду Ґіжицьких — найбільших землевласників півдня України.
Плутанина з назвами, пов'язана з тим фактом, що Степан Олександрович Ґіжицький, власник Михайлополя, був родом з села Жеребкове (яке отримало свою назву від колишніх власників — поміщиків Жеребко) Ананьївського повіту Херсонської губернії, де й був похований у 1905 році в сімейному склепі в огорожі Іоанно-Богословського храму. Після смерті Степана Олександровича маєток Жеребкове в Тираспольському повіті було продано Гаршу Готфриду. У 1926 році кілька сіл злилися в одне з назвою «Михайлопіль».
Леонід Людвігович Юковський отримав село Андріївку у спадок від батька — губернського секретаря Людвіга Францевича Юковського. Як представник якогось титулованого дворянського роду він зробив кар'єру фактично з нуля. У 1901 році він в чині титулярного радника був земським начальником четвертої ділянки Тираспольського повіту. До 1904 року Леонід Юковський є вже гласним від дворян у земській управі. У 1911 році Юковський — надвірний радник, обирається повітовим головою дворянства. У 1914 році переобирається на другий термін.
Якби не революція 1917 року, то по закінченню третього терміну як повітовий предводитель дворянства, згідно з табелем про ранги, Юковський автоматично отримав би чин статського радника, що відповідало посадам віце-директора міністерського департаменту або віце-губернатора.

## Опис садиби
У 1903 році Юковський побудував у батьківському селі свою резиденцію — красиву будівлю з химерними архітектурними елементами і вікнами в мавританському стилі. У будівлі немає певного архітектурного стилю, мішанина й еклектика — мавританські арки, балясини, колони без пропорцій, частково проглядається бароко. Але сама будівля як об'єкт туристичного огляду є привабливою. В 1926 році в резиденції Юковського відкрили школу, що і врятувало будівлю від руйнування. Школа там діє по теперішній час.
Садиба Юковського — справжній зразок високої архітектури у мальовничій природній оазі в долині річки Великий Куяльник.

## Галерея

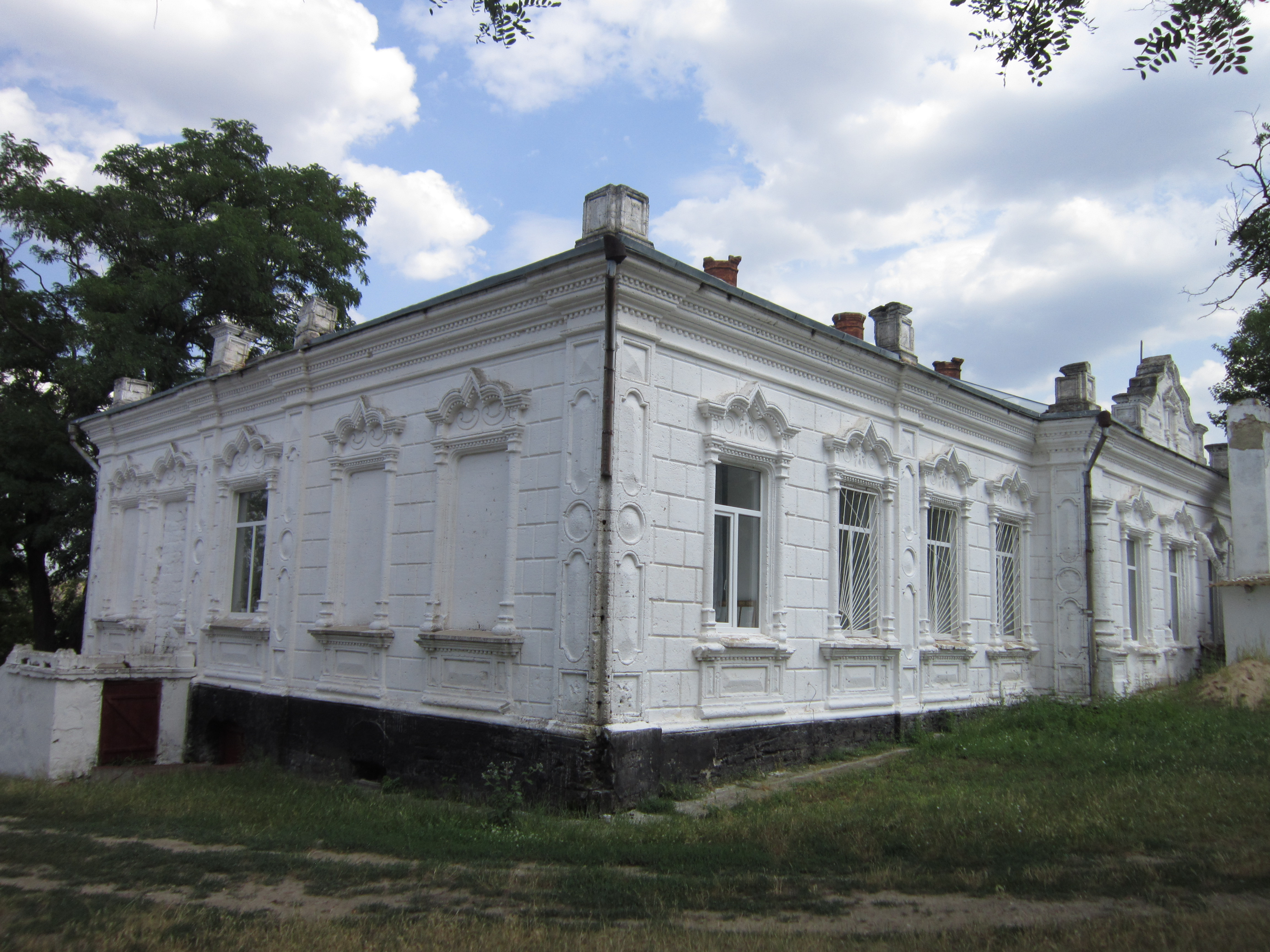
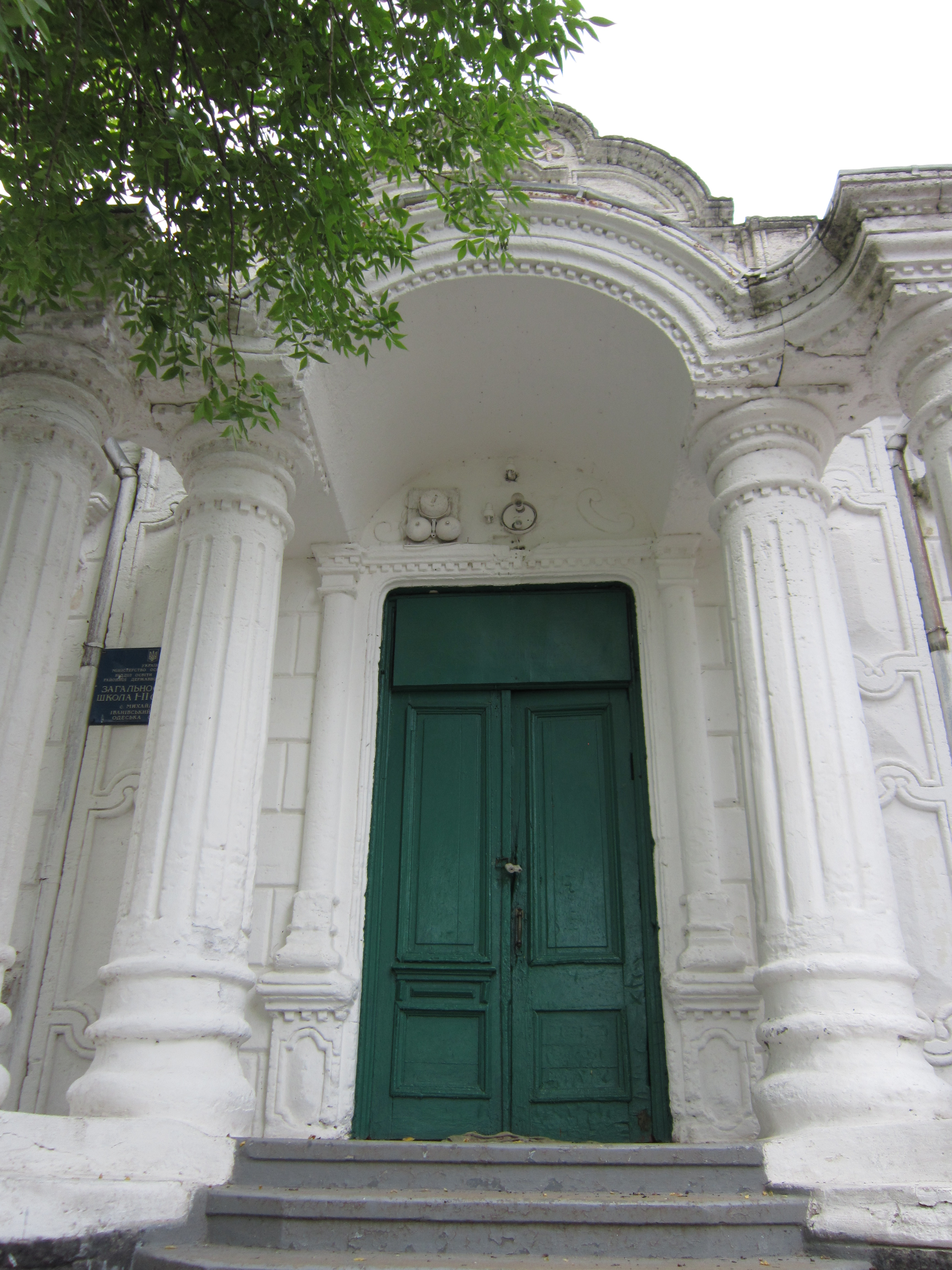
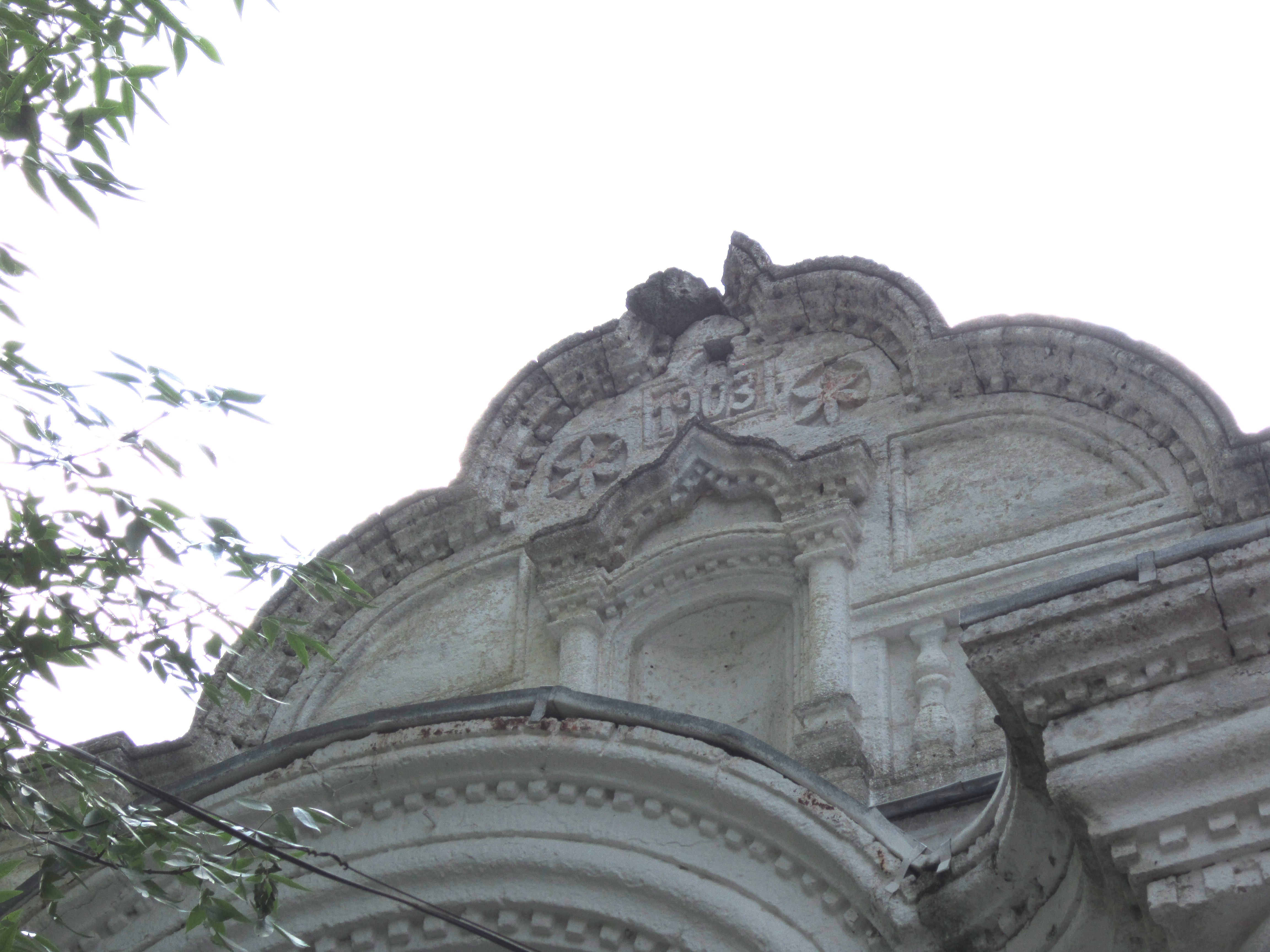
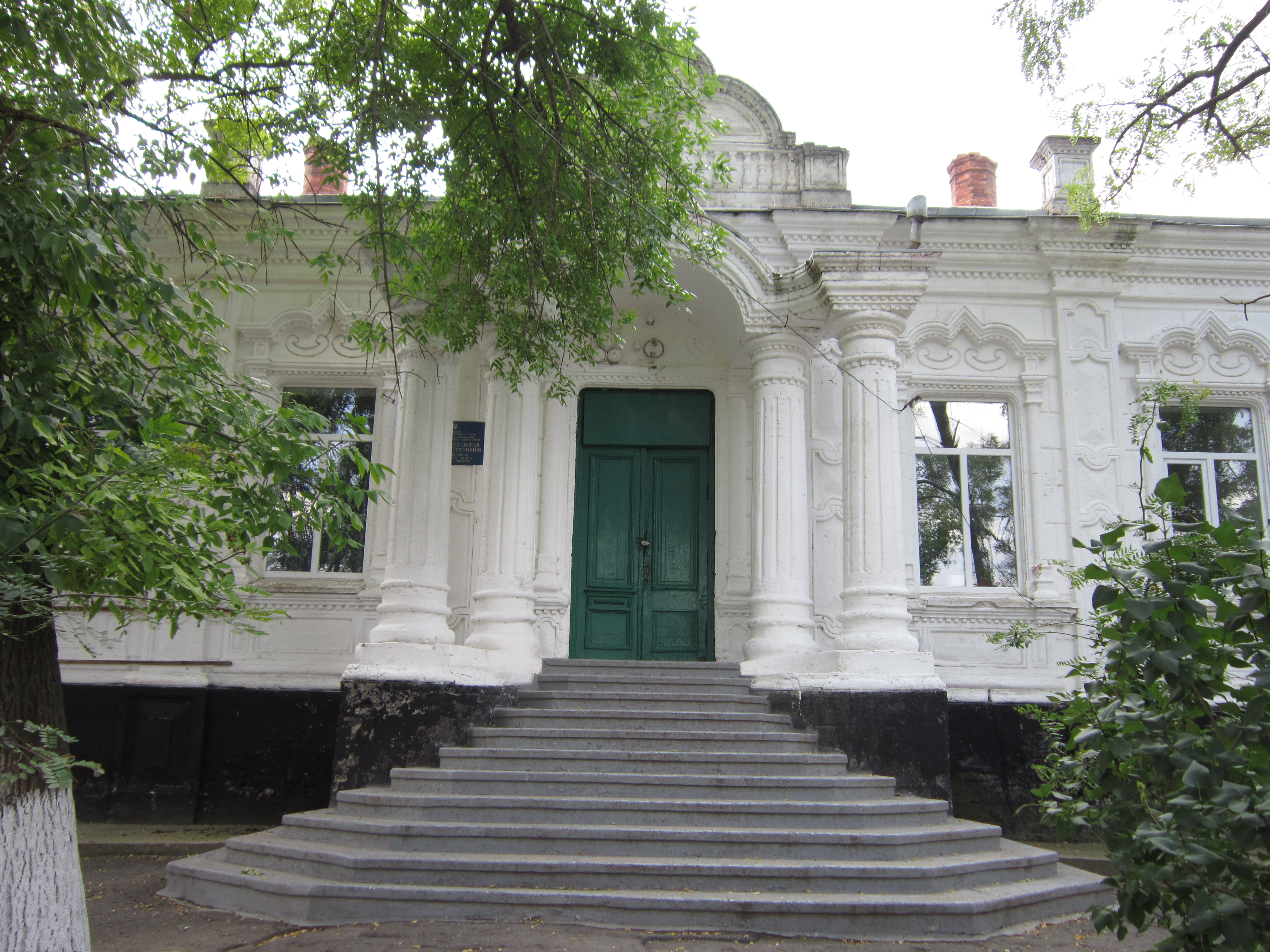
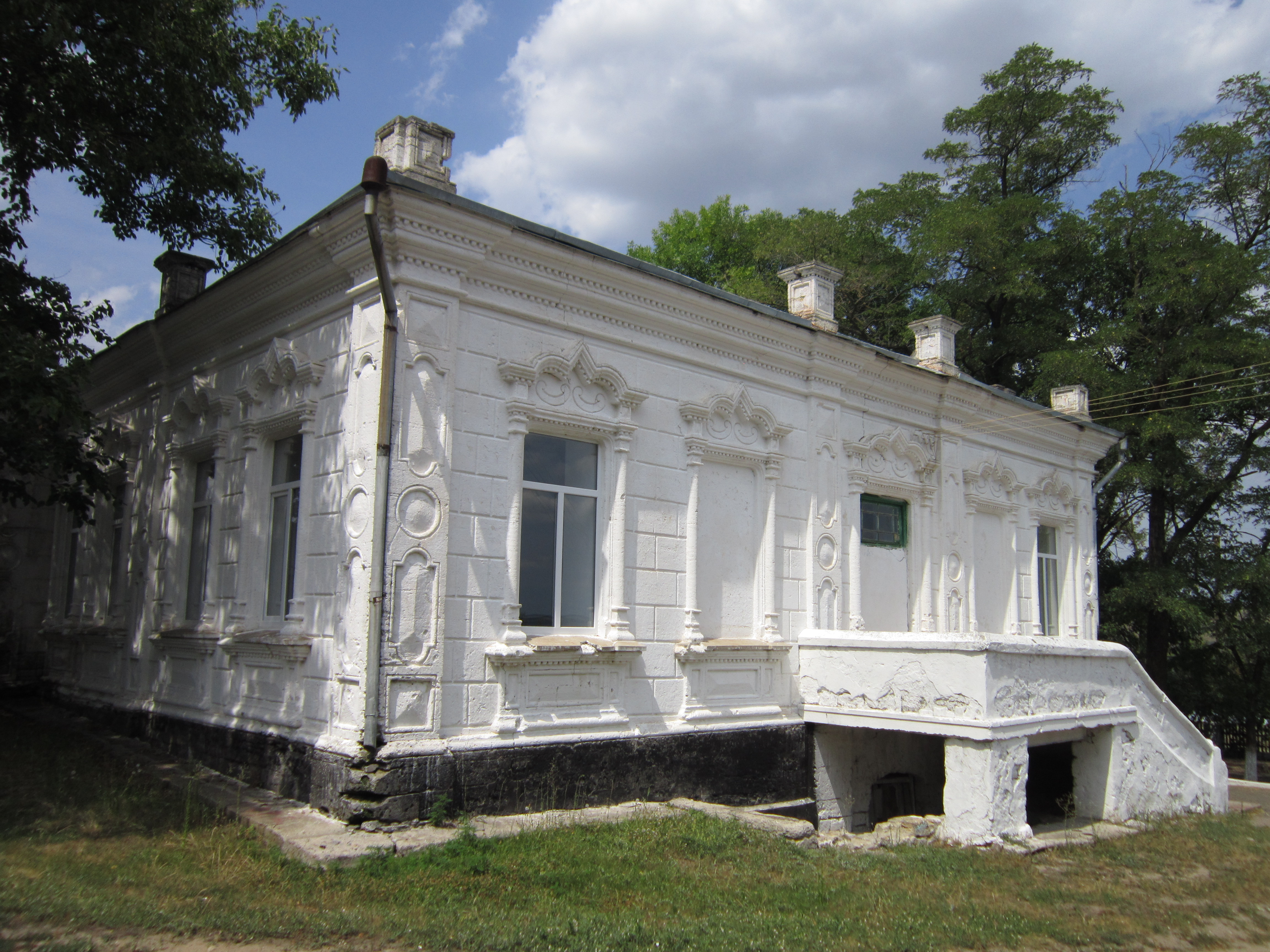
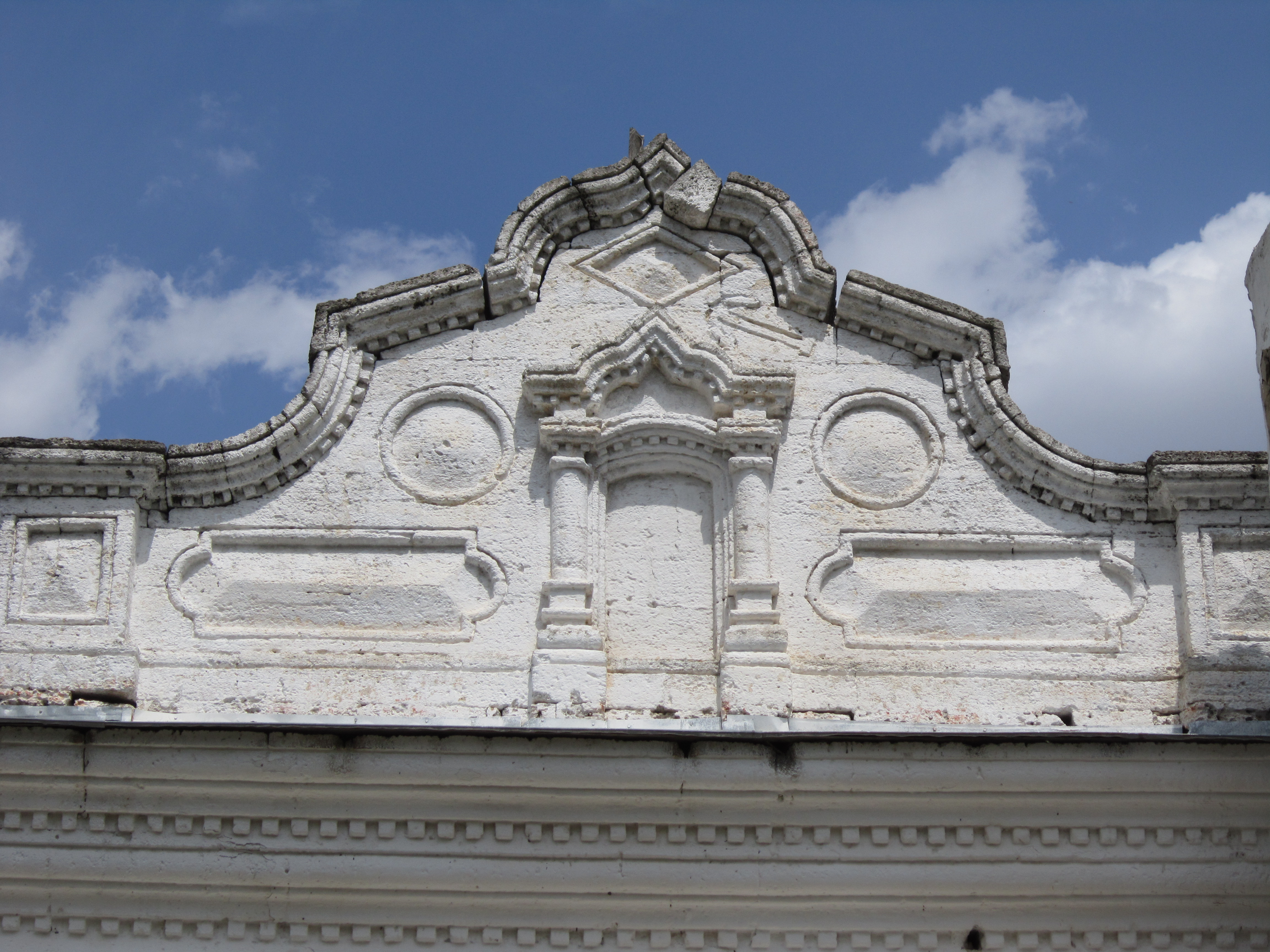
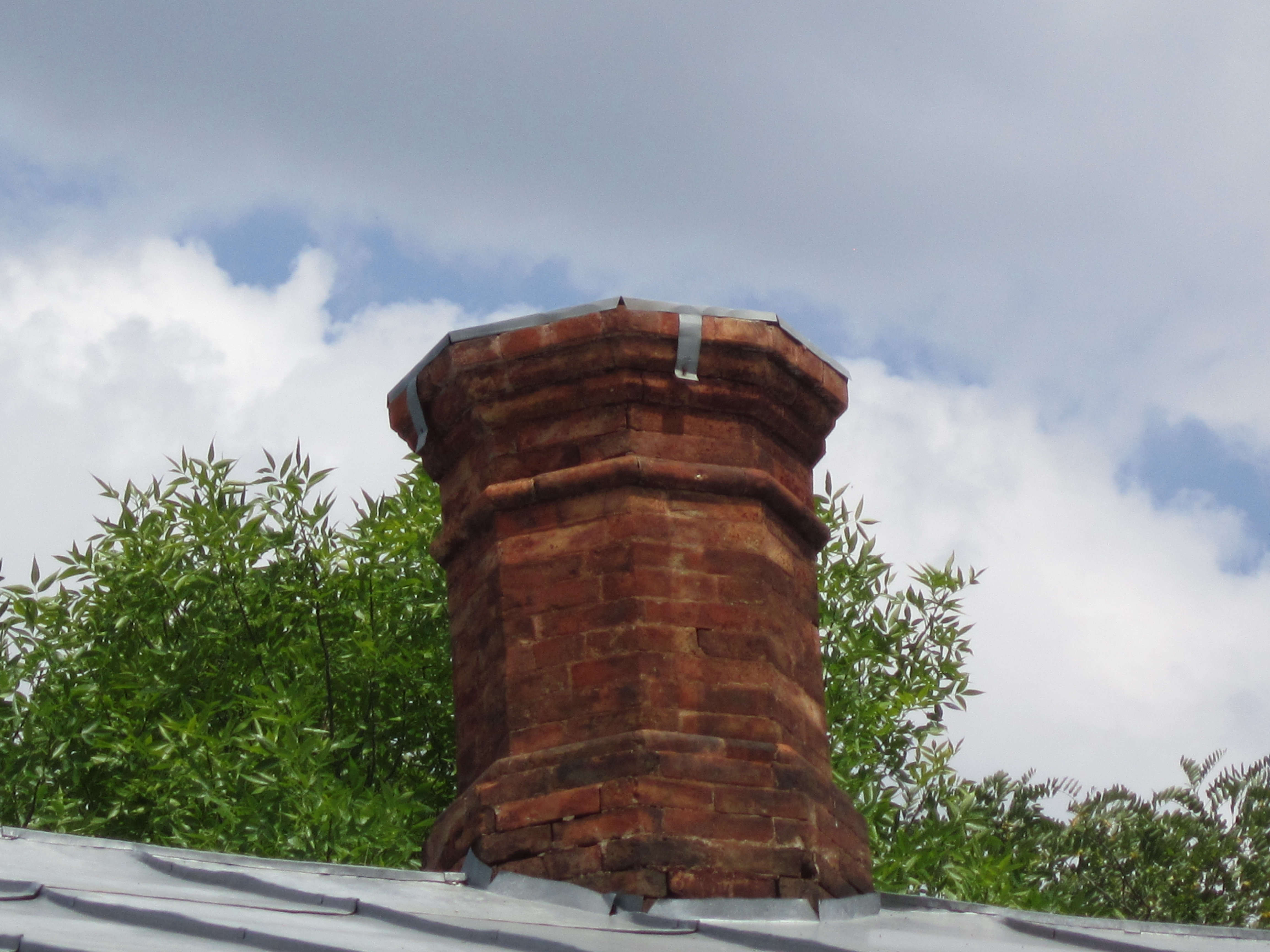
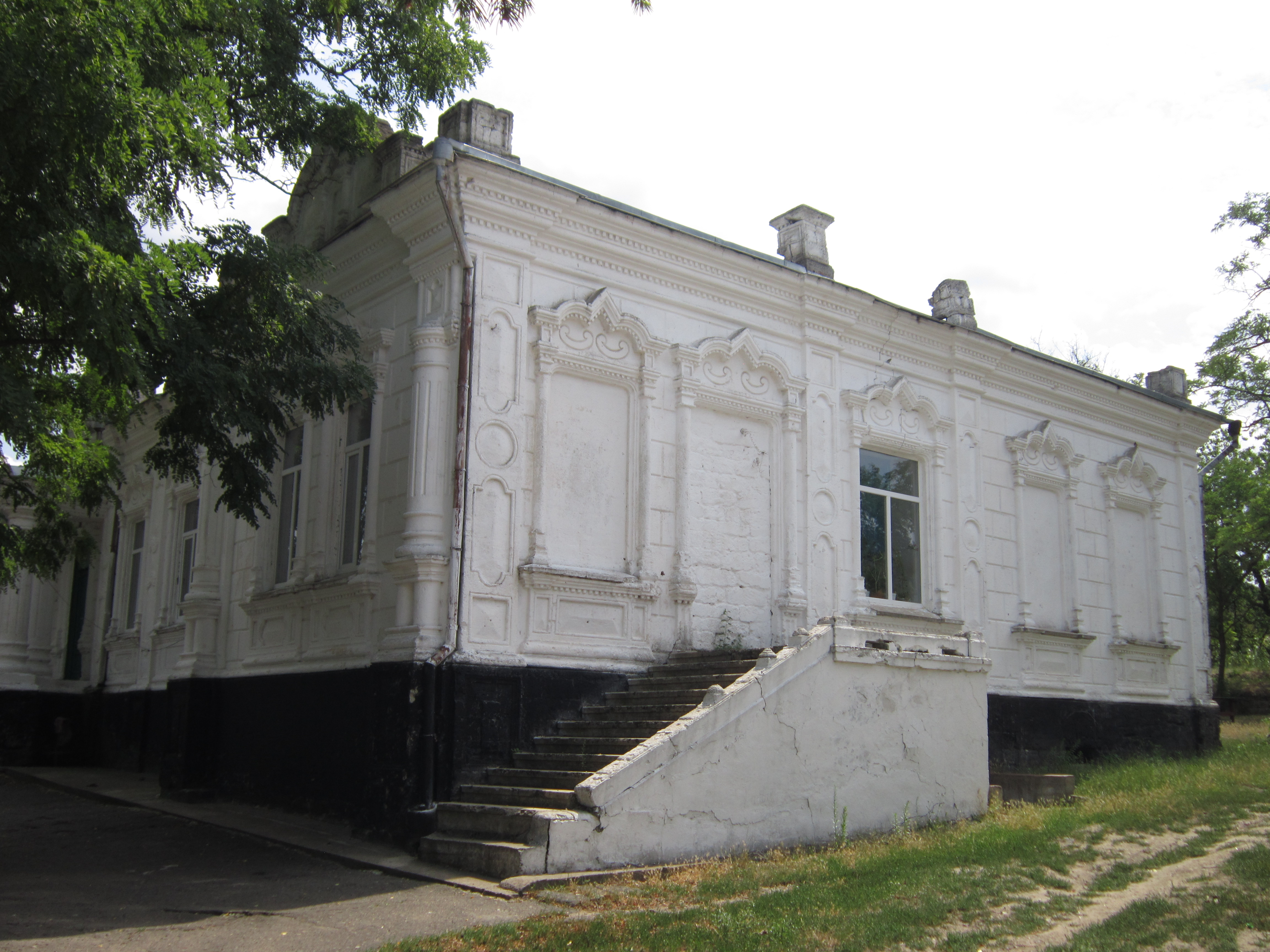